# Jaroslav Žemla
Jaroslav Žemla war ein böhmischer Tennisspieler.

## Biografie
Žemla nahm 1906 am Tenniswettbewerb der Olympischen Zwischenspiele in Athen teil. Einzig im Einzel trat er an und gewann dort seine Erstrundenpartie gegen den Ungarn Károly Vitus in zwei Sätzen. Zu seinem Match in Runde 2 gegen den Griechen Leonidas Zarifis trat er nicht mehr an und schied damit aus. Neben Jaroslav nahmen noch zwei weitere Tennisspieler mit Namen Žemla am Tennisturnier teil – Ladislav und Zdeněk, wobei ersterer am erfolgreichsten der drei war und bei vier weiteren Olympischen Spielen teilnahm sowie einige Turniere in seiner Wahlheimat Ungarn gewann. Die Vermutung, dass es sich bei den Žemlas um Brüder handelt, konnte bislang nicht endgültig nachgewiesen werden.